# سونی اریکسون تی۶۱۰
سونی اریکسون تی۶۱۰ (به انگلیسی: Sony Ericsson T610) یک نمونه از گوشی‌های تلفن همراه سری تی (به انگلیسی: T) شرکت سونی اریکسون می‌باشد که توسط همین شرکت به بازار عرضه شده‌است.سونی اریکسون تی ۶۱۰ ، که در سال ۲۰۰۳ منتشر شد ، یکی از اولین تلفن های همراه گسترده ای بود که شامل یک دوربین دیجیتال داخلی ، بلوتوث ، صفحه نمایش رنگی ، ناوبری جوی استیک بود و یک مدل بسیار پر فروش بود. تی ۶۳۰ نمونه بعدی بود که از لحاظ ظاهری و رنگبندی با تی ۶۱۰ تفاوت داشت و تی ۶۳۰ هم در سال ۲۰۰۳ مانند تی ۶۱۰ معرفی شد.این گوشی پرفروش ترین گوشی سونی اریکسون بود.در همان سال عرضه‌ ، این گوشی  جايزه بهترين گوشي سال را از كنفرانس 3GSM كن، دريافت كرد. این گوشی به طراحی صنعتی ملقب بود و نام طراح آن اریک آلکرن است.